# Metopobactrus orbelicus
Espèce
Metopobactrus orbelicus est une espèce d'araignées aranéomorphes de la famille des Linyphiidae.

## Distribution
Cette espèce est endémique de Bulgarie. Elle se rencontre dans le massif Pirin.

## Publication originale
- Deltshev, 1985 : A contribution to the study of the family Erigonidae (Araneae) from Pirin Mountain, Bulgaria, with a description of a new species (Metopobactrus orbelicus sp. n.). Bulletin of the British Arachnological Society, vol. 6, p. 359-366.